# Bisten-en-Lorraine
Bisten-en-Lorraine là một xã trong tỉnh Moselle, vùng Grand Est đông bắc nước Pháp.